# The Reparation (film 1914)
The Reparation è un cortometraggio muto del 1914 diretto da Edward LeSaint.

## Trama
Miss Abigail Herondine e Philippa, la sorella più giovane, sono le due ultime rimaste di un'antica famiglia del Sud. La prima è oltre la trentina, una donna seria e matura, mentre la sorella è una fanciulla nel fiore degli anni. Le due vivono insieme nella vecchia residenza di famiglia. Un giorno, vi giunge David Graham, uno smidollato signorino che non può fare a meno di sedurre ogni ragazza che incontra. Dopo aver sedotto Abigail, fugge via con Philippa. Pur se la sposa, la abbandona subito dopo, facendole perdere la ragione. Abigail si prende cura della sorella ma non dimentica.
Quando, qualche tempo dopo, David ritorna per cercare rifugio nella casa delle sorelle Herondine dopo aver disertato dall'esercito confederato, Abigail lo riconosce subito pur sotto la gran barba che si è fatto crescere. Non lo consegna ai soldati che lo cercano, ma lo nasconde. Il suo intento, però, è quello di vendicarsi personalmente di lui. David, allora,  ritrova la dignità che aveva persa: si arrende ai soldati, finendo fucilato come disertore.

## Produzione
Il film fu prodotto dalla Selig Polyscope Company.

## Distribuzione
Distribuito dalla General Film Company, il film - un cortometraggio in una bobina - uscì nelle sale cinematografiche statunitensi il 7 ottobre 1914.